# Емблема Макао
Емблема Макао — символ особливого адміністративного району Макао, КНР. Затверджений 20 грудня 1999, коли суверенітет Макао був переданий від Португалії до КНР. Відтоді офіційно значиться як «Регіональний». До 1999 року використовувався герб Португальського Макао.
Емблема Макао схожа на прапор Макао. Головним елементом є квітка лотоса, стилізована під міст Губернатора Номбре де Карвальо. Зовнішнє біле кільце з назвою території кит.: 中華人民共和國澳門特別行政區 (Макао Спеціальний Адміністративний Район Китайської Народної Республіки) і португальська коротка форма, Macau".

## Символіка
Лотос обрали як квіткову емблему Макао. Міст губернатора Номбре де Карвальо пов'язує Півострів Макао і острів Тайпа. Міст — один з небагатьох відомих орієнтирів Макао. Вода відображає в символічній формі положення і значення Макао, як порту і його роль в історії. П'ять п'ятипроменевих зірок повторюють проєкт прапора КНР, відображаючи у символічній формі відносини Макао і КНР.

## Герби

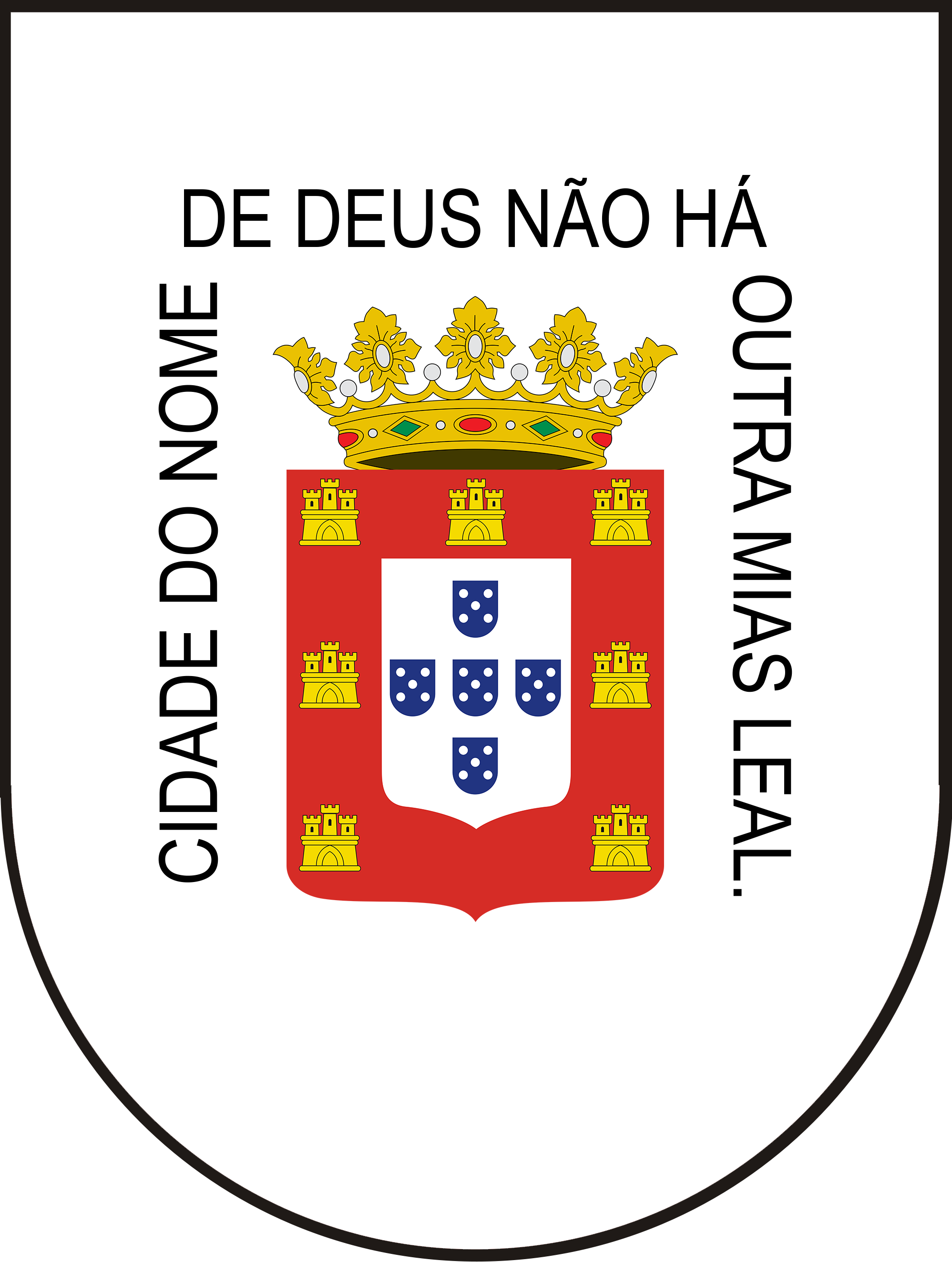
1935-1951
1951-1976
1976-1999

До 1999 року використовувався колоніальний герб, дракон в якому уособлює Макао.